# Daína Chaviano
Daína Chaviano (født 1960 i Havana) er en cubansk forfatter.
Daína Chaviano har en kandidatgrad i engelsk litteratur fra la Universidad de La Habana. Hun vandt sin første litterære pris, mens hun endnu var studerende, da den første cubanske science fiction-præmie blev stiftet. Forfatteren fik udgivet adskillige bøger inden for fantasy- og science fiction-genren, da hun stadig boede i Cuba. Hun er – for begge genres vedkommende – en af landets mest ansete skribenter og en af dem, der har solgt bedst i landets historie. Hun forlod Cuba i 1991 og har sidenhen gjort sig bemærket med en række romaner, hvor hun behandler historiske og nutidige emner, tilsat stærke mytologiske og fantastiske elementer. Hendes prosa er flydende og stilsikker, hvad enten hun skriver fantasy eller såkaldt traditionel litteratur.
Hendes litterære temaer omfatter mytologi, erotik, antikkens historie, sociologi, parapsykologi, politik og magi, og stilmæssigt er hendes prosa præget af poetiske og sensuelle billeder.
Blandt hendes værker udmærker romancyklusen «La Habana Oculta» sig, sammensat af Gata encerrada, Casa de juegos, El hombre, la hembra y el hambre og Havana, min elskede (Sohn 2011, med oversættelse af Sigrid Kjerulf).
Havana, min elskede er udgivet på 25 sprog og er den cubanske roman, der er blevet oversat til flest sprog nogensinde. I 2007 modtog dette værk Guldmedaljen i Florida Book Awards (der indstiller årets bedste bøger) i kategorien Bedste Bog på Spansk.
Daína Chaviano har boet i USA siden 1991.

## Værker på dansk
- 2011: Havana, min elskede (Sohn, med oversættelse af Sigrid Kjerulf).